# Acceso múltiple por división de frecuencia de portadora única

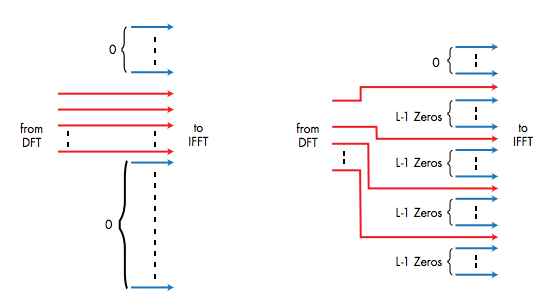
Mapeo localizado y Mapeo distribuido.

El acceso múltiple por división de frecuencia de portadora única (en inglés, Single-Carrier Frequency-Division Multiple Access, SC-FDMA) es una técnica de modulación y multiplexación utilizada en sistemas de comunicaciones inalámbricas, especialmente en la transmisión de enlace ascendente (del dispositivo móvil a la estación base). En esencia, permite que múltiples dispositivos compartan un mismo canal de comunicación utilizando diferentes subportadoras de frecuencia. Se considera una alternativa a la modulación Orthogonal Frequency-Division Multiple Access (OFDMA), y es utilizada en estándares de telefonía móvil como el LTE (Long Term Evolution).      

## Fundamentos

"Este diagrama muestra cómo funciona la transmisión y recepción de datos con SC-FDMA. En la parte superior (transmisión), los datos se convierten en una señal que se divide en varias subportadoras. Esta señal viaja a través de un canal (el aire) y, en la parte inferior (recepción), se reconstruye la señal original. Los elementos principales son:
- DFT (Transformada Discreta de Fourier): Convierte la señal en sus componentes de frecuencia.
- IDFT (Transformada Discreta de Fourier Inversa): Reconstruye la señal original a partir de sus componentes de frecuencia.
- CP (Prefijo Cíclico): Añade una copia del final de la señal al principio para protegerla de la multitrayectoria.
- PS (Conformación de Pulso): Da forma a la señal para que se transmita de forma óptima.
- DAC (Conversor Digital-Analógico): Convierte la señal digital en una señal analógica para la transmisión.
- RF (Señal de Radiofrecuencia): Es la señal que se transmite a través del aire.
- ADC (Conversor Analógico-Digital): Convierte la señal analógica recibida en una señal digital para el procesamiento.
- LP-OFDMA (OFDMA linealmente precodificado): No presente en esta imagen, pero es una técnica relacionada que también busca mejorar la eficiencia de la transmisión.

SC-FDMA y OFDMA son técnicas hermanas, pero se diferencian en la manera en que la señal se "prepara" antes de ser transmitida. En OFDMA, los datos se modulan directamente en muchas subportadoras separadas, como si se transmitieran múltiples señales a la vez. En SC-FDMA, los datos se combinan en una sola "onda" antes de ser divididos y enviados por diferentes subportadoras.
Esta técnica ofrece ventajas en términos de eficiencia energética y reducción de la relación entre la potencia pico y la potencia media (PAPR, Peak-to-Average Power Ratio). La reducción de la PAPR es crucial en dispositivos móviles, ya que permite prolongar la duración de la batería.

## Principios de Operación
La SC-FDMA utiliza la transformada de Fourier discreta (DFT, Discrete Fourier Transform), una operación matemática que permite convertir la señal del dominio del tiempo (cómo varía la señal a lo largo del tiempo) al dominio de la frecuencia (qué frecuencias componen la señal). Existen dos enfoques principales para implementar SC-FDMA:
- SC-FDMA con Transformada Discreta de Fourier Precodificada (DFT-Spread SC-FDMA): Aquí, los datos se modulan primero (como en la radio AM/FM, pero de forma digital) y luego se les aplica la DFT. Este proceso reduce la PAPR, haciendo la transmisión más eficiente.
- SC-FDMA con Inserción Interleaved (IFDMA, Interleaved FDMA): En este enfoque, las subportadoras se asignan a los diferentes usuarios de manera intercalada, como si se repartieran las teclas de un piano entre varios músicos.

Una vez que la señal ha sido procesada con la DFT y se ha mapeado a las subportadoras, se utiliza la transformada de Fourier discreta inversa (IDFT, Inverse Discrete Fourier Transform) para convertir la señal de nuevo al dominio del tiempo y poder ser transmitida por el aire.

## Ventajas de SC-FDMA
- Baja Relación Pico a Media de Potencia (PAPR): Esta es la principal ventaja de SC-FDMA. Una PAPR baja significa que la señal no tiene picos de potencia muy altos, lo que permite que el dispositivo transmita la señal con menos energía y durante más tiempo.
- Eficiencia Energética: Debido a la menor PAPR, los dispositivos móviles pueden utilizar amplificadores de potencia más económicos y eficientes, consumiendo menos energía.
- Compensación de Canal Simplificada: En ciertas situaciones, la estructura de la señal SC-FDMA simplifica el proceso de corregir las distorsiones introducidas por el canal de comunicación (el medio por el que viaja la señal, como el aire).

## Desventajas de SC-FDMA
- Complejidad Implementativa: Implementar SC-FDMA puede ser más complejo que OFDMA, especialmente en lo que respecta a asegurar que el transmisor y el receptor estén perfectamente sincronizados en tiempo y frecuencia.
- Sensibilidad a Errores de Sincronización: Si la sincronización no es perfecta, el rendimiento de SC-FDMA puede verse afectado negativamente, especialmente cuando el dispositivo se mueve rápidamente.

## Relación Pico a Media de Potencia (PAPR) - Ejemplos Numéricos
La PAPR es una medida de qué tan "picos" o irregulares son las variaciones de potencia en una señal. Se calcula dividiendo la potencia máxima de la señal por su potencia promedio.
PAPR = (Potencia Pico Máxima) / (Potencia Promedio)
Una señal sinusoidal simple tiene una PAPR de 1 (o 0 dB), lo que significa que su potencia es bastante constante. Sin embargo, en señales más complejas, como las que se usan en OFDMA, la PAPR puede ser mucho más alta.
Ejemplo (Simplificado):
Imaginemos que una señal OFDMA tiene una potencia pico máxima de 100 mW, pero su potencia promedio es de solo 10 mW.
PAPR (OFDMA) = 100 mW / 10 mW = 10 (o 10 dB)
Por otro lado, una señal SC-FDMA transmitiendo la misma cantidad de información podría tener una potencia pico máxima de 20 mW y una potencia promedio de 10 mW.
PAPR (SC-FDMA) = 20 mW / 10 mW = 2 (o 3 dB)
Este ejemplo ilustra cómo SC-FDMA logra una PAPR mucho menor, lo que se traduce en un menor consumo de energía.

## Implementación de SC-FDMA
La implementación de SC-FDMA requiere varios componentes tanto en el dispositivo que transmite (el móvil) como en el que recibe (la estación base):
Transmisor (Dispositivo Móvil):
- Codificación de Canal: Se añaden "bits extra" a la información original para poder detectar y corregir errores que puedan ocurrir durante la transmisión.
- Modulación: Se convierte la información digital en una señal analógica que pueda ser transmitida por el aire.
- DFT (Transformada Discreta de Fourier): Se transforma la señal al dominio de la frecuencia.
- Mapeo de Subportadoras: Se asignan las subportadoras específicas que se van a utilizar para transmitir la señal.
- IDFT (Transformada Discreta de Fourier Inversa): Se transforma la señal de nuevo al dominio del tiempo.
- Adición de Prefijo Cíclico (CP): Se añade una pequeña copia del final de la señal al principio, para ayudar a mitigar los problemas causados por la multitrayectoria (cuando la señal llega al receptor por múltiples caminos).
- Conversión Digital a Analógica (DAC) y Transmisión por Radiofrecuencia (RF): Se convierte la señal de digital a analógica y se envía a través de una antena.

Receptor (Estación Base):
- Recepción de la Señal RF y Conversión Analógica a Digital (ADC): Se recibe la señal, y se convierte de analógica a digital.
- Eliminación del Prefijo Cíclico: Se elimina el prefijo cíclico que se añadió en el transmisor.
- DFT (Transformada Discreta de Fourier): Se transforma la señal al dominio de la frecuencia.
- Ecualización de Canal: Se corrigen las distorsiones que ha sufrido la señal al viajar por el aire.
- Desmapeo de Subportadoras: Se identifican las subportadoras que se utilizaron para transmitir la señal.
- IDFT (Transformada Discreta de Fourier Inversa): Se transforma la señal de nuevo al dominio del tiempo.
- Demodulación: Se convierte la señal analógica de vuelta a información digital.
- Decodificación de Canal: Se utilizan los "bits extra" añadidos al principio para corregir cualquier error que haya ocurrido durante la transmisión.

## Desafíos y Soluciones para la Sincronización
La sincronización de frecuencia y tiempo es vital para que SC-FDMA funcione correctamente. Si el transmisor y el receptor no están perfectamente sincronizados, pueden ocurrir problemas que degraden la calidad de la señal.
Sincronización de Frecuencia:
- Desafío: Si la frecuencia del transmisor y del receptor no coinciden, la señal puede distorsionarse.
- Soluciones:
- Estimación de Desplazamiento de Frecuencia: El receptor "mide" la diferencia de frecuencia y la corrige.
- Lazos de Seguimiento de Frecuencia (FLL, Frequency-Locked Loops): El receptor ajusta su propia frecuencia para "seguir" los cambios en la frecuencia del transmisor.

Sincronización de Tiempo:
- Desafío: Si el receptor no empieza a "escuchar" la señal en el momento correcto, puede perder información.
- Soluciones:
- Correlación: El transmisor envía una secuencia de bits conocida (un "preámbulo"), y el receptor busca esa secuencia para saber cuándo empezar a "escuchar".
- Algoritmos de Sincronización de Tiempo: Se utilizan programas que ajustan el momento en el que el receptor empieza a "escuchar" para obtener la mejor señal posible.
- Uso del Prefijo Cíclico: El prefijo cíclico ayuda a que la señal sea más resistente a los problemas causados por la multitrayectoria.

## Investigaciones y Desarrollos Actuales
La investigación en SC-FDMA no se detiene. Los ingenieros están buscando continuamente formas de mejorar esta tecnología para que sea aún más eficiente y pueda satisfacer las necesidades de las futuras redes inalámbricas.
- Técnicas Avanzadas de Precodificación: Se están desarrollando nuevas formas de "preparar" la señal antes de transmitirla para reducir la PAPR, mejorar la eficiencia de la transmisión y proteger la señal contra interferencias.[8][9]
- MIMO-SC-FDMA: Se combina SC-FDMA con la tecnología MIMO (que utiliza múltiples antenas para transmitir y recibir la señal) para aumentar la velocidad de transmisión y mejorar la calidad de la señal.[10]
- SC-FDMA con Filtrado Avanzado: Se están utilizando filtros especiales para evitar que las diferentes subportadoras interfieran entre sí, lo que permite que más usuarios compartan el mismo canal.[11]
- SC-FDMA No Ortogonal: Se están investigando técnicas que permiten que varios usuarios transmitan al mismo tiempo en la misma frecuencia (sin dividirse en subportadoras separadas), lo que podría aumentar significativamente la capacidad de la red.[12]
- Implementación en Hardware de Bajo Costo: Se busca hacer que la implementación de SC-FDMA sea más sencilla y económica, para que pueda utilizarse en una gama más amplia de dispositivos, como los que se utilizan en el Internet de las Cosas (IoT).[13]
- SC-FDMA para Comunicaciones Vehiculares (V2X): Se están explorando las aplicaciones de SC-FDMA en las comunicaciones entre vehículos, para mejorar la seguridad vial y permitir nuevas aplicaciones como la conducción autónoma.[14][15]

## Aplicaciones
SC-FDMA se utiliza principalmente en los siguientes contextos:
- LTE (Long Term Evolution): Es la técnica de acceso múltiple utilizada en el enlace ascendente de LTE.
- LTE-Advanced: También se utiliza en LTE-Advanced.
- Otros Sistemas de Comunicación Inalámbrica: Se considera para sistemas donde la eficiencia energética y la baja PAPR son importantes.

## SC-FDMA vs OFDMA
| Característica                | SC-FDMA               | OFDMA                         |
| ----------------------------- | --------------------- | ----------------------------- |
| PAPR                          | Baja                  | Alta                          |
| Eficiencia Energética         | Alta                  | Baja                          |
| Complejidad Implementativa    | Mayor                 | Menor                         |
| Sensibilidad a Sincronización | Mayor                 | Menor                         |
| Aplicaciones                  | Enlace Ascendente LTE | Enlace Descendente LTE, WiMAX |

## Conclusión
SC-FDMA es una técnica de acceso múltiple que ofrece ventajas significativas en términos de eficiencia energética y reducción de la PAPR, haciéndola ideal para dispositivos móviles en sistemas de comunicaciones inalámbricas como LTE. Aunque presenta complejidades en la implementación y sensibilidad a la sincronización, sus beneficios en rendimiento y duración de batería la han convertido en una pieza clave para las comunicaciones móviles modernas. Las investigaciones en curso se enfocan en superar estas limitaciones y explorar nuevas técnicas para las redes inalámbricas del futuro, incluyendo 5G y 6G.